# 蓑田広大
蓑田 広大（みのだ こうだい、1999年8月10日 - ）は、神奈川県出身のサッカー選手。Jリーグ・ヴァンラーレ八戸所属。ポジションはDF。

## 略歴

### プロ入り前
青森山田高校では3年次に全国高等学校サッカー選手権大会に出場。チームは3回戦で敗れたが、自身はチームメイトの檀崎竜孔とともに大会優秀選手に選ばれた。
高校卒業後は法政大学に進学し、サッカー部でプレー（同期に松井蓮之、田部井涼、飯島陸、佐藤大樹、田中和樹）。1年次にアミノバイタルカップとインカレの2冠を達成した。2021年2月24日、2022年からの湘南ベルマーレ加入内定が発表された。また3月4日には特別指定選手に承認された。

### 湘南ベルマーレ
2022年より湘南ベルマーレに正式加入。2月23日、ルヴァンカップ・グループステージ第1節のアビスパ福岡戦でプロデビューを飾った。
同年6月7日、SC相模原へ育成型期限付き移籍で加入。
2023シーズンより、ヴァンラーレ八戸に期限付き移籍。

## 所属クラブ
- 鶴見東FC
- 大豆戸FCJr.ユース
- 青森山田高校
- 法政大学
  - 2021年  湘南ベルマーレ（特別指定選手）
- 2022年 -  湘南ベルマーレ
  - 2022年6月 - 同年12月  SC相模原（育成型期限付き移籍）
  - 2023年 -  ヴァンラーレ八戸（期限付き移籍）

## 個人成績
| 国内大会個人成績 | 国内大会個人成績 | 国内大会個人成績 | 国内大会個人成績 | 国内大会個人成績 | 国内大会個人成績 | 国内大会個人成績 | 国内大会個人成績 | 国内大会個人成績 | 国内大会個人成績 | 国内大会個人成績 | 国内大会個人成績 |
| 年度             | クラブ           | 背番号           | リーグ           | リーグ戦         | リーグ戦         | リーグ杯         | リーグ杯         | オープン杯       | オープン杯       | 期間通算         | 期間通算         |
| 年度             | クラブ           | 背番号           | リーグ           | 出場             | 得点             | 出場             | 得点             | 出場             | 得点             | 出場             | 得点             |
| 日本             | 日本             | 日本             | 日本             | リーグ戦         | リーグ戦         | リーグ杯         | リーグ杯         | 天皇杯           | 天皇杯           | 期間通算         | 期間通算         |
| ---------------- | ---------------- | ---------------- | ---------------- | ---------------- | ---------------- | ---------------- | ---------------- | ---------------- | ---------------- | ---------------- | ---------------- |
| 2022             | 湘南             | 20               | J1               | 1                | 0                | 1                | 0                | 1                | 0                | 3                | 0                |
| 2022             | 相模原           | 33               | J3               | 6                | 0                | -                | -                | -                | -                | 6                | 0                |
| 2023             | 八戸             | 20               | J3               | 31               | 1                | -                | -                | 1                | 0                | 32               | 1                |
| 2024             | 八戸             | 20               | J3               | 36               | 1                | 2                | 0                | 1                | 0                | 39               | 1                |
| 2025             | 八戸             | 20               | J3               |                  |                  |                  |                  |                  |                  |                  |                  |
| 通算             | 日本             | 日本             | J1               | 1                | 0                | 1                | 0                | 1                | 0                | 3                | 0                |
| 通算             | 日本             | 日本             | J3               | 73               | 2                | 2                | 0                | 3                | 0                | 77               | 2                |
| 総通算           | 総通算           | 総通算           | 総通算           | 74               | 2                | 3                | 0                | 3                | 0                | 80               | 2                |

- 2021年 特別指定選手としての公式戦出場無し

出場歴
- Jリーグ初出場:2022年4月6日 J1第7節 名古屋グランパス戦（豊田スタジアム）
- Jリーグ初得点:2023年11月12日 J3第35節 テゲバジャーロ宮崎戦（ユニリーバスタジアム新富）

## 選抜歴
- 2018年　U-19全日本大学選抜EAST[9]
- 2019年　U-20全日本大学選抜[10]

## タイトル
法政大学
- アミノバイタルカップ: 2018
- 全日本大学サッカー選手権大会: 2018
- 総理大臣杯全日本大学サッカートーナメント: 2021

U-19全日本大学選抜EAST
- アジア大学サッカートーナメント: 2018[11]